# Macrobrachium aemulum
Macrobrachium aemulum is een garnalensoort uit de familie van de Palaemonidae. De wetenschappelijke naam van de soort is voor het eerst geldig gepubliceerd in 1906 door Nobili.